# Estación de Bataisk
La estación de ferrocarril de Bataisk (del ruso: Станция Батайск) es una estación de cruce de la región de Rostov del Ferrocarril del Cáucaso Norte, situada en la plaza Zheleznodorozhnikov n.º 1 -a unos 300 m del centro- de la ciudad de Bataisk del óblast de Rostov de Rusia.
La estación de Bataisk es la mayor estación de clasificación de la red del Ferrocarril del Cáucaso Norte y una de las mayores de Rusia. La estación combina cuatro rutas a su paso por Bataisk. Es un importante enlace, donde la línea principal Rostov del Don-Tijoretsk y las líneas a Salsk, Azov y Staromínskaya divergen. 

## Historia
La apertura a la circulación de trenes de la estación de Bataisk en la línea Rostov-Vladikavkaz tuvo lugar oficialmente el 14 de julio de 1875, construyéndose un depósito de locomotoras. Veinticinco años después, en 1900, ya era estación de 2.ª clase. A principios del siglo XX se construirían las nuevas líneas Bataisk-Azov (1911) y Bataisk-Salsk (1915).
Tras la revolución de octubre de 1917, la guerra civil y el establecimiento de la Unión Soviética, a comienzos de 1923, la estación fue reabierta y en 1930, finalizada su reconstrucción.
Por el trabajo heroico llevado a cabo en los años de la Gran Guerra Patria fue condecorada de manera eterna la Bandera Roja del Comité Estatal de Defensa de la URSS, otorgándose al jefe de estación Konstantín Mázurov el título de Héroe del Trabajo Socialista y más de trescientas personas fueron condecoradas con la medalla al Mérito del Trabajo durante la Gran Guerra Patria 1941-1945. En 1963 la estación fue electrificada con corriente alterna.
El edificio de la estación fue renovado en 2014, perdiendo algunas decoraciones exteriores.

## Características
La infraestructura moderna de la estación de Bataisk es la de una estación con cuatro plataformas ferroviarias bajas con 13 vías electrificadas por corriente alterna 25 kv, con dos playas de clasificación que tienen 32 y 24 vías, viaducto para peatones, depósito de vagones y depósito de locomotoras (TChE-6), que tiene en uso las locomotoras eléctricas VL80, VL60, las locomotoras diésel de maniobra ChME3 y TEM7A y la automotor ACh2.
La estación de la estación Bataisk es de tipo longitudinal con islas. La arquitectura del edificio destaca por la tradicional simetría de los volúmenes y la separación del centro, que es el núcleo de toda la composición, también funcionalmente como entrada principal de la estación. Visualmente la entrada se percibe aumentada por la portada maciza que hay sobre ella. En las dos partes de la sección central las alas de un piso están ocupadas por locales para los pasajeros —salas de la espera y taquillas. Ambas alas finalizan en avant-corps La fachada monótona es completada con pilastras de orden corintio. Las ventanas son semicirculares o rectangulares. Así, el edificio de la estación tiene tres ejes transversales: la parte central y los dos avant-corps laterales, cuyos volúmenes se adelantan en el plano.

## Servicio de trenes
El servicio regional en 2015 era el que sigue:

### Servicio regional
| Suburbanos     | Suburbanos                     | Suburbanos     | Suburbanos                     |
| Tren           | Extremos de la ruta            | Tren'          | Extremos de la ruta            |
| -------------- | ------------------------------ | -------------- | ------------------------------ |
| 6021           | Azov — Rostov del Don          | 6022           | Rostov del Don — Azov          |
| 6023           | Azov — Rostov del Don          | 6024           | Rostov del Don — Azov          |
| 6027           | Azov — Rostov del Don          | 6028           | Rostov del Don — Azov          |
| 6151/6051      | Kushchóvskaya — Rostov del Don | 6060/6860      | Rostov del Don — Kushchóvskaya |
| 6255/6253      | Tijoretsk — Rostov del Don     | 6250/6252      | Rostov del Don — Tijoretsk     |
| 6270/6268/6265 | Krasnodar — Rostov del Don     | 6264/6265/6267 | Rostov del Don — Krasnodar     |
| 6282/6181      | Staromínskaya — Rostov del Don | 6240/6241      | Rostov del Don — Staromínskaya |
| 6284/6183      | Staromínskaya — Rostov del Don | 6172/6171      | Rostov del Don — Staromínskaya |
| 6286/6185      | Staromínskaya — Rostov del Don | 6174/6273      | Rostov del Don — Staromínskaya |
| 6290/6189      | Staromínskaya — Rostov del Don | 6178/6277      | Rostov del Don — Staromínskaya |
| 6296/6294/6291 | Krasnodar — Rostov del Don     | 6298/6295/6293 | Rostov del Don — Krasnodar     |
| 6401           | Батайск — Rostov del Don       | 6402           | Rostov del Don — Батайск       |
| 6811           | Salsk — Rostov del Don         | 6812           | Rostov del Don — Salsk         |
| 6815/6813      | Volgodonsk — Rostov del Don    | 6814/6816      | Rostov del Don — Volgodonsk    |
| 6819/6829      | Kuberlé — Rostov del Don       | 6830/6820      | Rostov del Don — Kuberlé       |
| 6853/6053      | Tijoretsk — Rostov del Don     | 6758/6858      | Rostov del Don — Tijoretsk     |
| 6855/6055      | Kushchóvskaya — Rostov del Don | 6054/6854      | Rostov del Don — Kushchóvskaya |
| 6859/6059      | Kushchóvskaya — Rostov del Don | 6052/6852      | Rostov del Don — Kushchóvskaya |
| 6971/6871      | Tijoretsk — Rostov del Don     | 6872/6972      | Rostov del Don — Tijoretsk     |

### Servicio de larga distancia
En 2017 esta era la programación de trenes en la estación.
| Larga distancia | Larga distancia              | Larga distancia | Larga distancia              |
| Tren            | Extremos de la ruta          | Tren            | Extremos de la ruta          |
| --------------- | ---------------------------- | --------------- | ---------------------------- |
| 391             | Bakú — Rostov del Don        | 392             | Rostov del Don — Bakú        |
| 641             | Adler — Rostov del Don       | 642             | Rostov del Don — Adler       |
| 805 «Lástochka» | Novorosíisk — Rostov del Don | 806 «Lástochka» | Rostov del Don — Krasnodar   |
| 807 «Lástochka» | Krasnodar — Rostov del Don   | 808 «Lástochka» | Rostov del Don — Novorosíisk |
| 809 «Lástochka» | Kislovodsk — Rostov del Don  | 810 «Lástochka» | Rostov del Don — Kislovodsk  |

## Galería

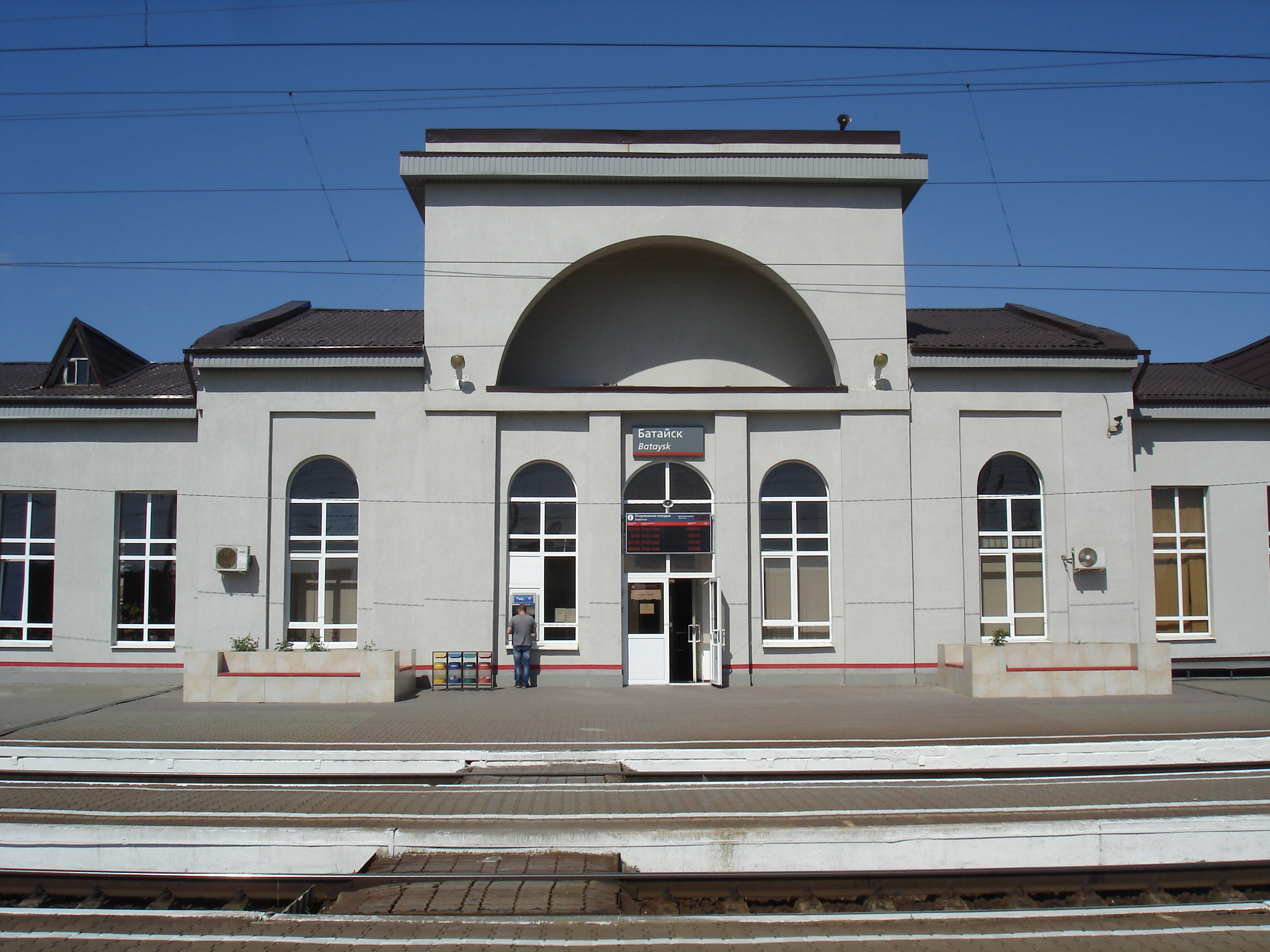
Vista de la estación desde las plataformas.
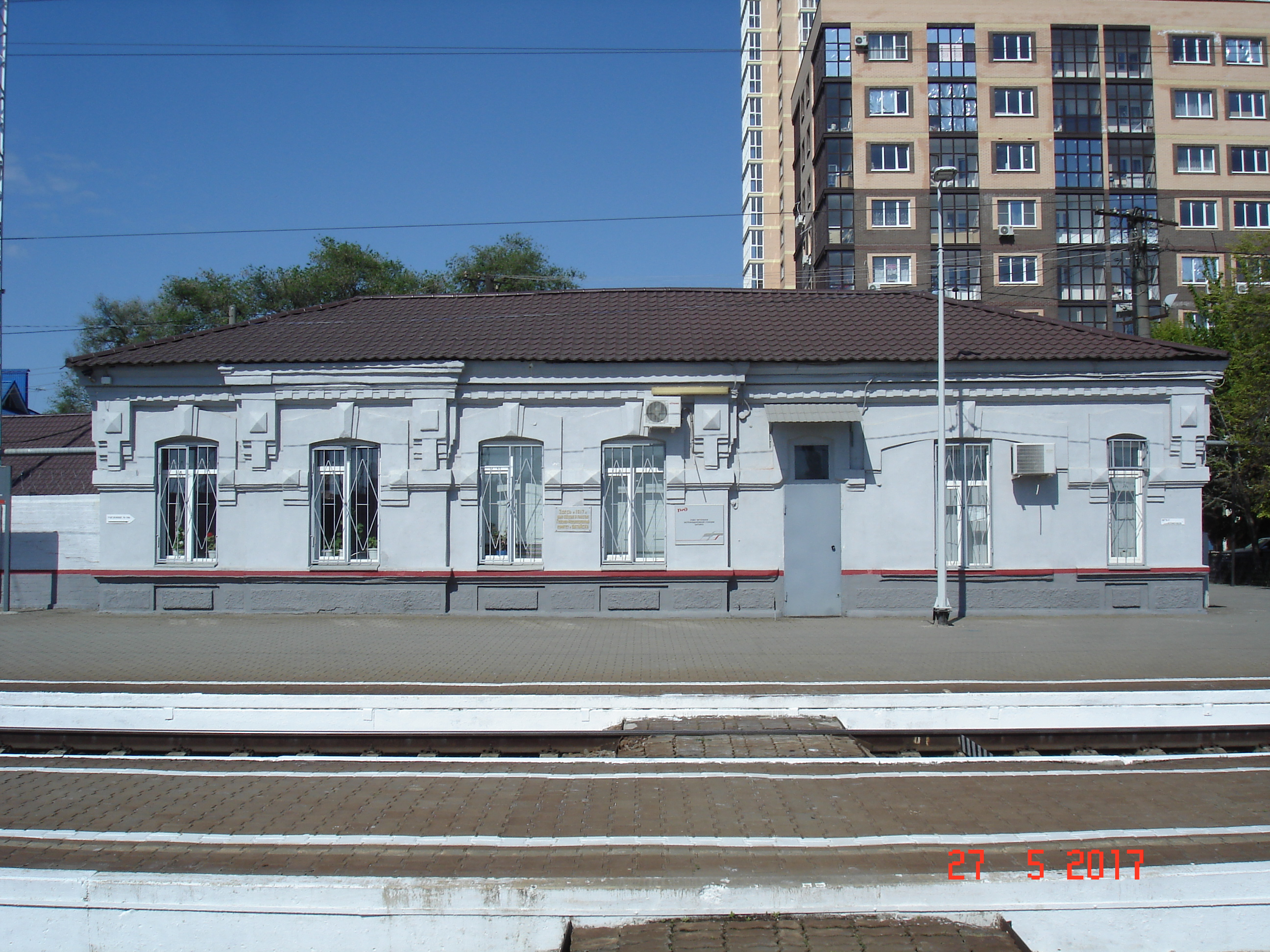
Oficinas de la estación.
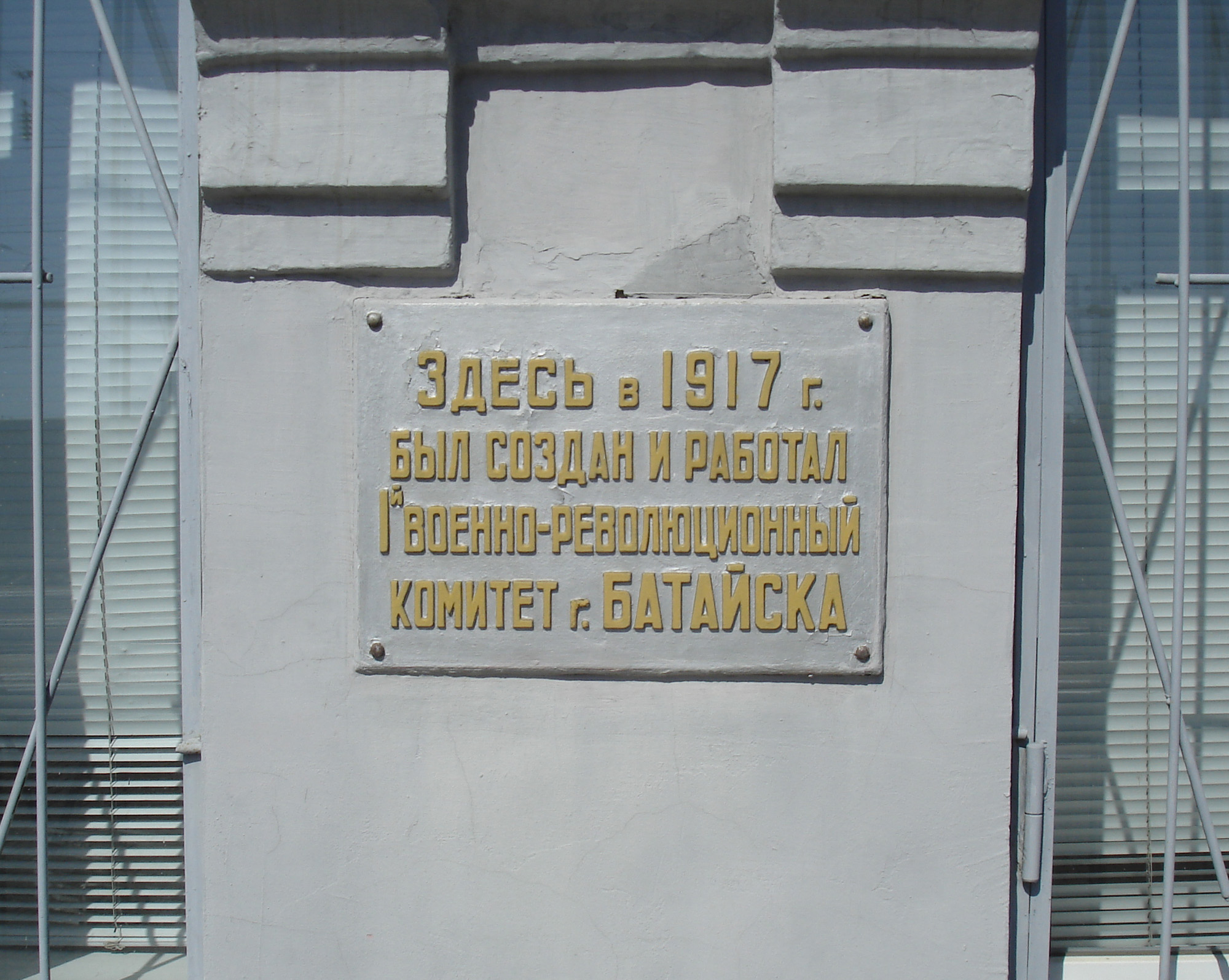
Placa conmemorativa sobre el Comité Militar Revolucionario de los Trabajadores de 1917.